# Russ Adams
Pour les articles homonymes, voir Adams.
Russ Adams (né le 30 juillet 1930 à Worcester (Massachusetts) et mort le 30 juin 2017) est appelé par ses pairs le « doyen » de la photographie moderne de tennis.
Dans un portrait du Boston Globe (12 juillet 2007) de Russ Adams au sujet de son introduction à l'International Tennis Hall of Fame, Billie Jean King a déclaré: « Russ est un trésor national. Il est notre doyen, notre gourou, notre gardien. Croyez-moi, les joueurs le regardent et l'aiment ».

## Biographie
Russ Adams a passé les 50 dernières années à documenter visuellement l'histoire du tennis sur plus de 400 événements. Son travail a mis en lumière les grands moments et les histoires dans le sport.
Il a photographié les plus grands tournois, y compris ceux du Grand Chelem.
Il a été nommé pour le prix Pulitzer en 1955 pour ses photographies dans le monde du sport.
En 1967, il devint l'agent (bénévole) photographe de l'US Open à Forest Hills. Au début de l'ère Open il a développé et mis en œuvre le système pour les photographes sur le court à l'US Open 1969 en tandem avec le directeur du tournoi Bill Talbot.
Il a servi en tant que directeur de la photographie pour l'US Open, et a joué un rôle dans le développement du « Code de conduite » universel en collaboration avec le Conseil professionnel du tennis pour être utilisé par les photographes couvrant des événements de tennis à travers le monde.
Il a été membre fondateur de la Fédération internationale de tennis (Commission des médias) et a siégé au conseil pendant 17 ans.
Sa collection d'images est considérée comme la plus grande source privée d'images dans le monde du tennis. « Son portefeuille de photos est sans doute le volume le plus complet relatant le jeu du tennis depuis ses débuts professionnels », déclara Jim Courier.

## Distinctions
- International Tennis Hall of Fame